# Проблемна дитина 3
Проблемна дитина 3 (англ. Problem Child 3: Junior in Love) — американський телефільм, сиквел фільму «Проблемна дитина». У третій частині замінені всі актори на інших, крім Мерфі, нового стоматолога і Великого Бена.

## Сюжет
Джуніор навчається в початковій школі та насилу піддається виховному процесу. Вчителька вважає маленького хулігана породженням пекла. Раптом, несподівано для всіх і для себе, хлопчисько закохується в однокласницю на ім'я Тіфані. Але дівчинка його навіть не помічає. Зате вона вельми прихильна до трьох інших хлопчаків, його постійних суперників. Це означає тільки одне — війну. У нього в запасі є маса засобів, щоб довести, що він найкращий.

## В ролях
| Актор                | Роль              |
| -------------------- | ----------------- |
| Вільям Кетт          | Бен Хіллі         |
| Джастін Чепман       | Джуніор Хіллі     |
| Ворден Джек          | Великий Бен Хіллі |
| Шерман Говард        | Скаутмайстер Флім |
| Керолін Лоурі        | Сара Крей         |
| Блейк Макайвер Івінг | Корки             |
| Брок Пірс            | Дюк               |
| Джейк Річардсон      | Блейд             |
| Гілберт Готтфрід     | доктор Пібоді     |